# Bindevokal
En bindevokal är en vokal som förekommer mellan lederna i ett sammansatt ord, t.ex. i barnasinne eller hjärtesorg. Bindevokalen är således ett slags interfix. I standardsvenskan förekommer bindevokaler främst i vissa typer av sammansättningar eller med vissa ord. De förekommer också oftare dialektalt, i synnerhet i sydsvenska dialekter och i götamål, men även i viss utsträckning i norrländska och östsvenska dialekter. Bindevokaler har samma funktion och ursprung som foge-s och är ursprungligen kasusformer av första leden i sammansättningen.

## Historia
I germanska språk bildas sammansättningar på två sätt. Antingen genom att ta stammen av ett ord och foga ett annat ord till denna, eller genom att böja första ordet i ett kasus, vanligtvis genitiv, och foga ett annat ord till denna kasusform. I fornsvenskan fanns både många sammansättningar av den första typen, t.ex. laghbok ’lagbok’ eller bloþviti ’blodvite’, och av den senare typen, t.ex. iuladagher ’juldag’ eller þingsfriþer ’tingsfrid’, båda genitiv plural respektive singular av iul ’jul’ och þing ’ting’.
Genitiven på fornsvenska kunde ha olika form beroende på ordet och dess genus och numerus. Genitivändelsen kunde således vara:
- -s, t.ex. garþsliþ ’gårdsled’
- -a, av äldre -ar, t.ex. nattalägher ’nattläger’, bönahus ’bönhus’
- -a, av s.k. svaga maskuliner på -e (äldre -i) och neutrer på -a, t.ex. bondasun ’bondson’, hiärtarot ’hjärterot’
- -u eller -o, av s.k. svaga femininer på -a, t.ex. kirkiudyr ’kyrkdörr’, vikudagher ’veckodag’
- -a i plural, t.ex. väghaskäl ’vägskäl’ eller hästafodher ’hästfoder’

I talspråket i stora delar av Mellansverige kom sedan obetonade vokaler att falla bort mellan två betonade stavelser: väghaskäl > vägskäl, s.k.  synkope.   Resultatet blev i många fall att de sammansättningar som hade bildats med bindevokal kom att se ut som att de var bildade på ordstammen. I många dialekter skedde aldrig detta vokalbortfall, och där kvarstår bindevokalen, t.ex. dialektala veaträ ’vedträ’ (av fornsvenska vidhaträ, jämför isländska viðartré), eller fåralår, körketorn ’kyrktorn’ o.s.v.

## Bindevokaler i dagens standardsvenska
På standardsvenska förekommer bindevokalerna -e- som i nattetid, -a- som i gästabud, -o- som i lärobok och -u- som i ladusvala.

### Bindevokalen-e-
Bindevokalen -e- förekommer i vissa sammansättningar som här ställs upp.
- Binde-e förekommer främst i sammansättningar av ord som slutar på -a, t.ex.
  - Produktivt i sammansättningar där första ordet utgör andra leden i en större sammansättning. Således har gruvarbetare och skolbyggnad ingen bindevokal, medan vokalen uppträder i längre sammansättningar som kolgruvearbetare och högskolebyggnad. I vissa ord uppträder i stället foge-s, t.ex. lampfabrik men glödlampsfabrik, kakbak men sockerkaksbak.
  - I sammansättningar där första leden slutar på de feminina ändelserna -inna och -erska, t.ex. hjältinna → hjältinneroll, sköterska → sköterskedräkt.
  - I sammansättningar där första leden slutar på -ja och -ia, t.ex. olja → oljeplattform, historia → historielektion.
  - I sammansättningar där första leden slutar på en konsonant följt av l, n eller r + -a-, t.ex. ödla → ödleart, åsna → åsneföl.
  - I enklare sammansättningar av vissa ord på -a, t.ex. ära → ärekränka, hjärta → hjärtesorg
- Binde-e förekommer också i vissa sammansättningar av ord som slutar på konsonant, t.ex. natt → nattetid, skörd → skördetröska, tjänst → tjänsteman, tid → tideräkning.

I vissa fall ger bindevokalen sammansättningen en lite mer ålderdomlig eller högtidlig prägel, som i stjärnevalv och törnekrona, jämfört med stjärnkikare och törnros. Binde-e förekommer också i sammansättningar som lånats från dialekter där bindevokaler används produktivt i sammansättningar, t.ex. i spettekaka eller pilevall lånat från sydsvenska dialekter.

### Bindevokalen-a-
På standardsvenska förekommer -a- mera begränsat. Det förekommer i vissa vanliga ord, såsom åratal och barnavård, men i övrigt uppträder binde-a främst i ålderdomliga eller litterära ord, såsom bergatroll, fiskafänge, jordagods, jordafärd, nådatid, örtagård och fåraherde. I några få ord förekommer även binde-a i sammansättningar på ord som slutar på -e, t.ex. herre → herravälde, herde → herdaminne. Dialektalt förekommer dock binde-a produktivt, så binde-a uppträder även i ord i standardspråket som har lånats från dessa dialekter, t.ex. lealös, nattamat, ålagille och äggakaka.

### Bindevokalerna-o-och-u-
Både -o- och -u- har sina ursprung i genitivformen (eller snarare oblika formen) av feminina ord på -a.
- Binde-o förekommer produktivt i sammansättningar med vissa vanliga ord på -a. Några exempel är föda, som i födoämne; hälsa, som i hälsocentral; kvinna, som i kvinnoorganisation; känsla, som i känsloliv; lära, som i läromedel; människa, som i människovärde; saga, som i sagobok; vecka, som i veckodag; vila, som i vilopuls, m.fl.
- Binde-u förekommer främst i sammansättningar på några få substantiv, t.ex. gata, som i gatukök och lada, som i ladugård.

Växlingen mellan -o- och -u- beror ursprungligen på vokalbalans. Vissa feminina ord på -a, som i fornsvenskan hade lång stamstavelse, hade således en genitivform på -o, vilket syns i sammansättningar som kyrkogård, tungomål och läroverk. Ord som hade kort stamstavelse hade i stället en genitivform på -u, vilket syns i ord som furuskog, ladugård och gatukök.
För vissa ord uppträder inte bindevokalen i alla sammansättningar, så för t.ex. gata, kyrka och krona förekommer både sammansättningar med bindevokal som gatukontor, kyrkogård och kronofogde, och sammansättningar utan bindevokal, som gatlykta, kyrktorn och kronblad.
Binde-o och binde-u var tidigare främst ett skriftspråksfenomen, medan talspråket föredrog sammansättningar utan bindevokal eller med -e- i vissa dialekter. Detta förklarar talspråkliga uttal som lagård för ladugård, och det tidigare vanliga körrgård för kyrkogård, samt äldre skriftspråkliga former som stugudörr för nuvarande stugdörr, jämför binde-a ovan.

## Bindevokaler i svenska dialekter
På traditionella götamål och sydsvenska dialekter finns bindevokalerna -a- och -e- bevarade, som i bonnagåḷ ’bondgård’, havrakaka, körketorn ’kyrktorn’ och pannekaka. 
På många nordligare och östsvenska dialekter är bindevokalen reglerad efter vokalbalans, så att den är bevarad endast i ord med ursprunglig kort stamstavelse (jämför växlingen mellan -o- och -u- i standardsvenskan). Således är den då bevarad i ord som vedakast ’vedkast, vedtrave’ och fluguben ’flugben’, men inte i bonngåḷ ’bondgård’ och källvatten. På uppsvenskt område försvann bindevokalen även i kortstaviga ord. Enligt Elias Wessén skedde detta efter mönster av sammansättningarna med långstavig förled.